# Anatolien
Anatolien (turkiska: Anadolu; från grekiska Ανατολή, Anatolē eller Anatolí, 'soluppgång', jämför Orienten) är den halvö i västra Asien som upptar större delen av Turkiet. Den är även känd under namnet Mindre Asien (latin: Asia Minor).

## Namn
Halvön är omväxlande känd som Anatolien och Mindre Asien. Den förra namnformen används inte minst i samband med företeelser i det inre av landet, inklusive beskrivningar om folken som bott där genom historien. Mindre Asien är en traditionell benämning av halvön i sin helhet, men även i denna betydelse är Anatolien numera minst lika vanlig.
Namnet Mindre Asien kommer från latinets Asia Minor med samma betydelse. I antik tid var Asia en romersk provins i den västligaste delen av halvön, motsvarande Frygien och kustområdena mot Egeiska havet. Senare försköts betydelsen av begreppet Asia (Asien) till att täcka hela landmassan i öster; därmed uppstod benämningen Asia Minor endast för den västligaste halvön.

## Geografi

### Definition
Halvön avgränsas ibland österut längs med den 38:e längdgraden eller floden Eufrats övre lopp. Det händer dock att mer eller mindre hela den asiatiska delen av Turkiet räknas in.

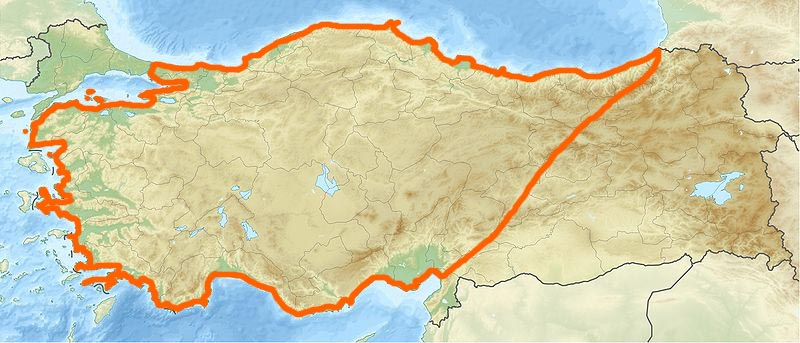
En vanlig avgränsning av Mindre Asien (i rött).

En annan vanlig avgränsning i öster följer en nästan rak linje mellan Iskenderunbukten (den östligaste havsarmen av Medelhavet) och platsen där Turkiets gräns mot Georgien går ut i Svarta havet. Alternativt kan linjens dras från Iskenderunbukten till Trabzon något längre västerut. Detta innebär ett mer geometriskt avdelande av den från kontinenten utstickande halvön. Kap Baba på halvöns västra del är den västligaste punkten på Asiens fastland.
På övriga sidor om Anatolien ligger Svarta havet i norr, Bosporen, Marmarasjön, Dardanellerna och Egeiska havet i väster och Medelhavet i söder. Vattnen i väster avgränsar Anatolien mot Thrakien (europeiska delen av Turkiet) samt Grekland. Söder om Anatolien, ute i Medelhavet, ligger Cypern.

### Natur

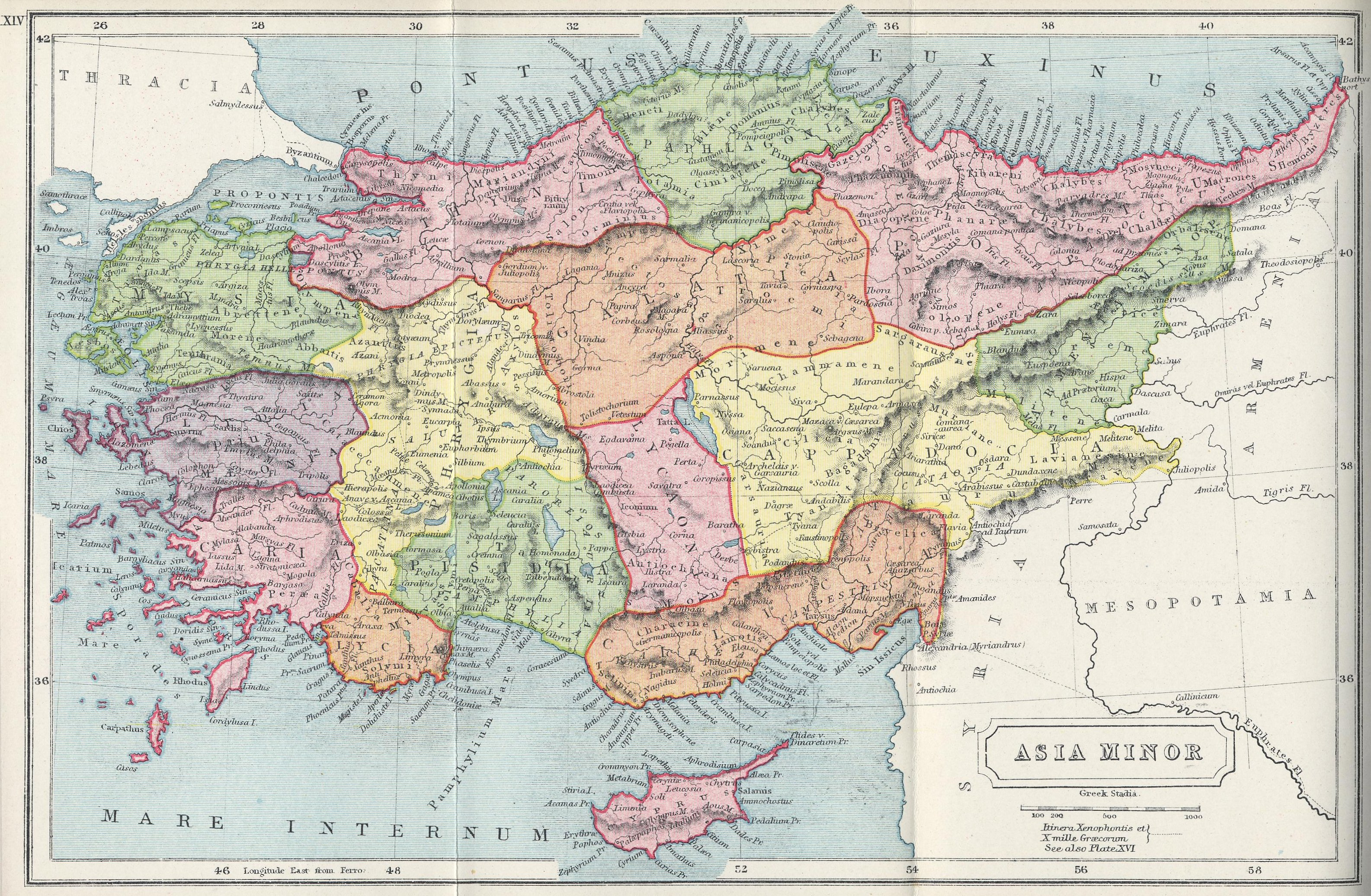
Karta från 1907 över Anatolien, med gränserna för de äldre kungadömena på halvön.

Anatolien domineras av den Anatoliska platån. Denna är till stor del uppdelad i olika bäcken och avloppslösa sänkor, med eller utan saltsjöar eller träskmarker. Tuzsjön är belägen i ett av dessa bäcken. Höjda horstryggar bildar gräns mellan de olika sänkorna eller bäckena. I väster och norr löper ett antal floder.
Anatoliens berggrund har ett varierat ursprung, med kristallina bergarter av olika slag i botten och tertiära avlagringar ovanpå. Topografin har fått sin karaktär genom mängder av förkastningar och veck. Lavafält och nyligen aktiva vulkaner finns också inklusive Erciyes i Taurusbergen.
Landskapet domineras av ofta torra högslätter på cirka 1 000 meters höjd, kantade av ett antal bergskedjor. De största av bergskedjorna är Pontiska bergen i norr och Taurusbergen i söder. De västligaste delarna är de bördigaste och mest tätbefolkade.

## Historia
I Anatolien bodde inledningsvis kringvandrande nomader, och först senare kom fast befolkning till halvön. På halvön har flera historiska stater funnits, bland andra Troja, Arzawa, Hettiterriket, Bysans och Osmanska riket. Turkiets huvudstad Ankara ligger också i det inre av Anatolien.
Redan tidigt fanns bosättning vars invånare talat arameiska samt flera indoeuropeiska språk, bland andra luviska, hettitiska, kurdiska, persiska och grekiska. Numera är dock turkiska i majoritet. Det finns även belägg för språk som inte kunnat klassificeras. Enliga vissa alternativa teorier skulle indoeuropéerna ursprungligen ha kommit från Anatolien.

## Näringsliv och befolkning
Jordbruket sysselsätter ungefär en tredjedel av Anatoliens befolkning, och man producerar olika sädesslag, sockerbetor, te, tobak och vin. Boskapen utgörs för det mesta av får och getter.
Floderna i västra och norra Anatolien är (bland annat på grund av höjdskillnaden mellan höglandet och kusten) strida. De är därför av begränsad betydelse som transportmedel.
Den viktigaste staden i dagens Anatolien är Ankara. Den är Turkiets huvudstad och ligger i halvöns inre, strax norr om dess ungefärliga mittpunkt. Andra större orter är miljonstäderna Izmir, Adana och Konya. Den östra, något mindre delen av Istanbul ligger i Anatolien.
Anatolien domineras numera av etniskt turkisk kultur och det turkiska språket. Den del av Turkiet som ligger öster om Anatolien har i stor utsträckning behållit sin icke-turkiska identitet, och där är kurder idag den största folkgruppen (se vidare Turkiska Kurdistan). Tidigare i historien bodde där många armenier, något som fortfarande syns i det geografiska begreppet Armeniska höglandet (bergsområdet öster om Anatolien).

## Bildgalleri

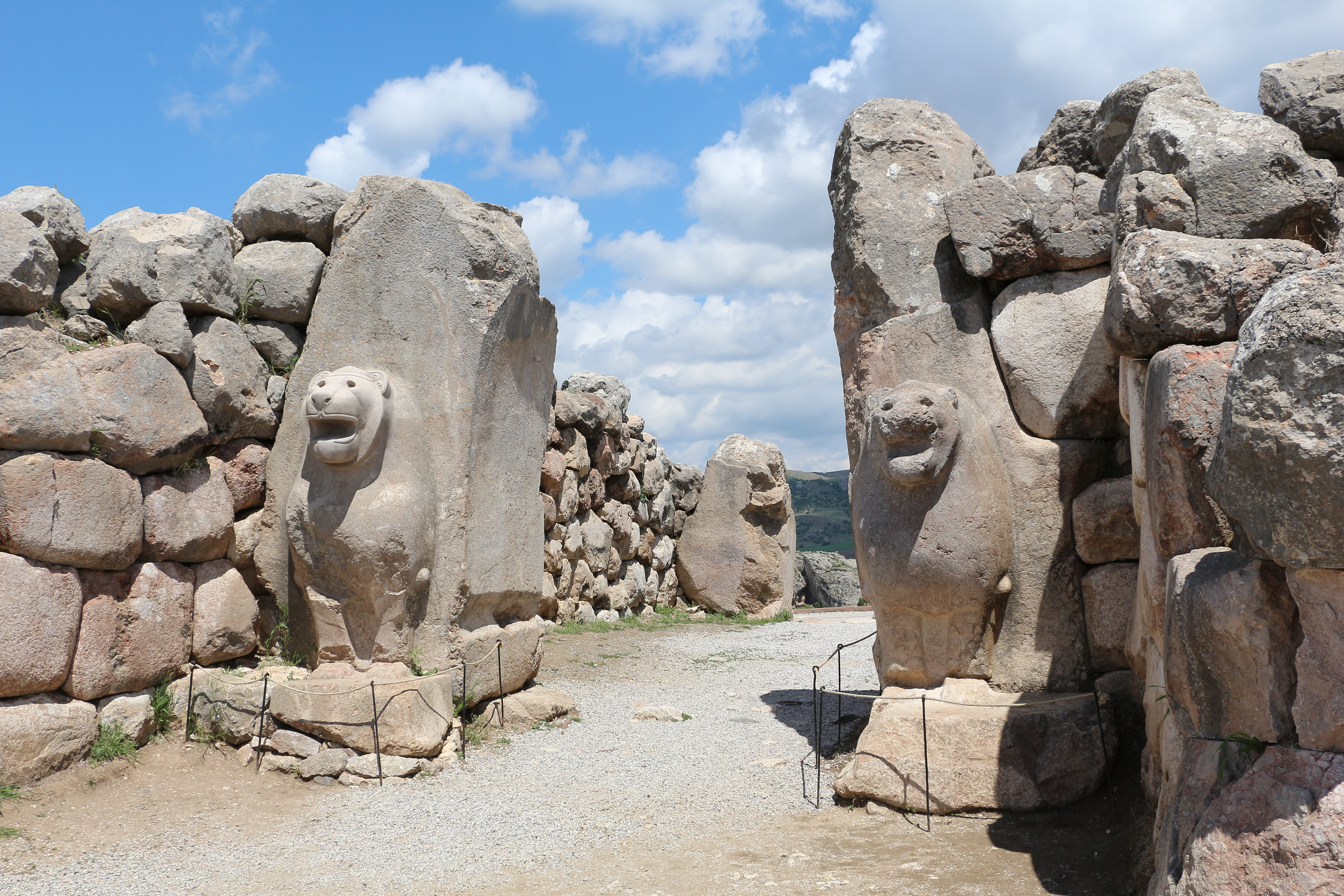
Lejonporten i Hattusa, grundad före 2 000 f.Kr.
Äldre regioner på halvön.
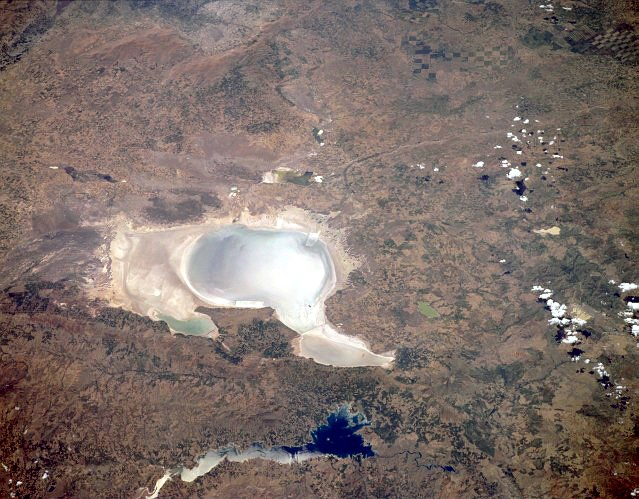
Tuz Gölü  (saltsjön) är den största insjön på halvön.
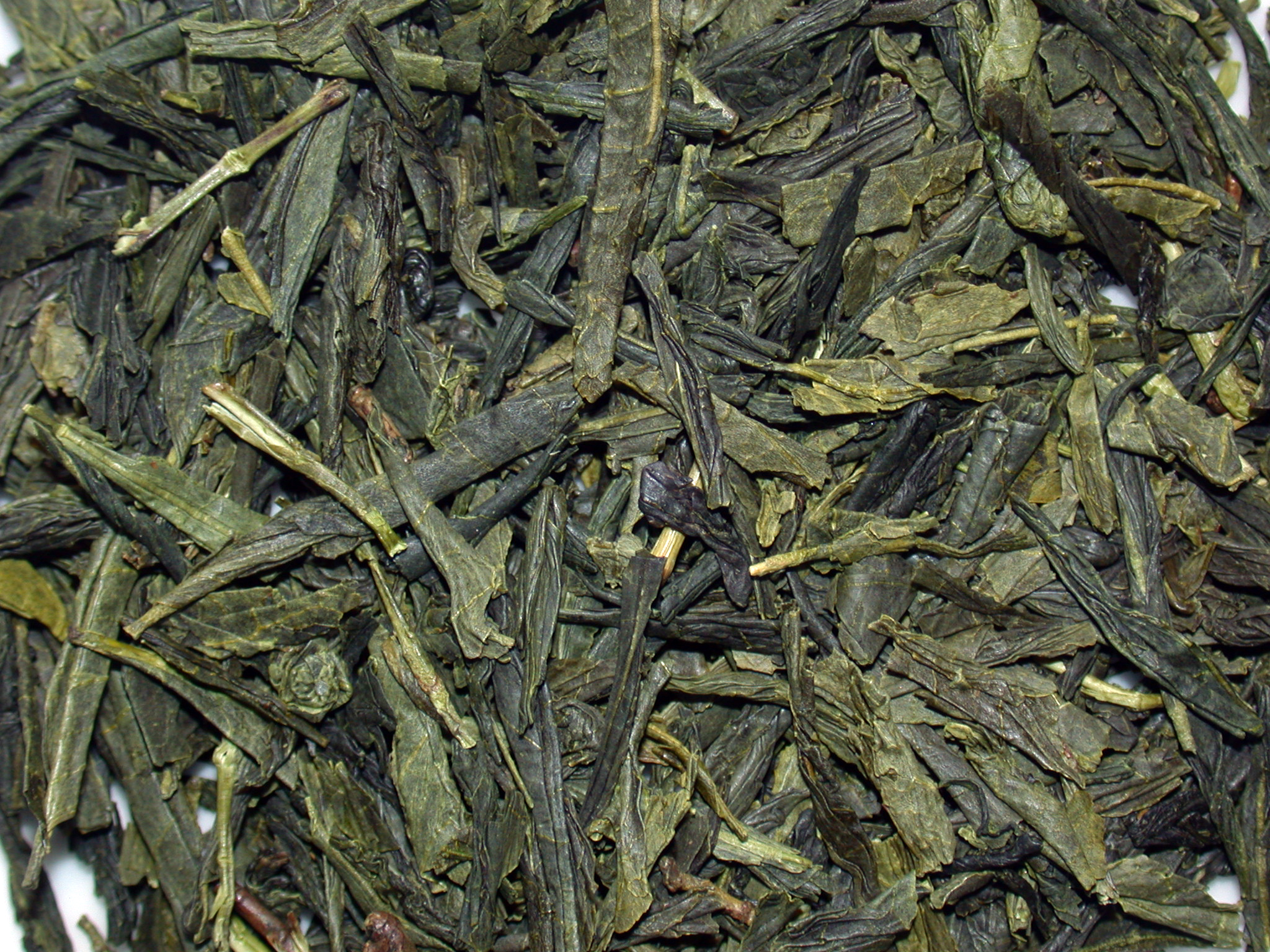
Te är en viktig exportvara för Anatoliens ekonomi.